# El Adobe de Capistrano
El adobe de Capistrano, o El Adobe, es un restaurante ubicado en 31891 Camino Capistrano, en San Juan Capistrano (California), Estados Unidos. Ha estado en funcionamiento desde 1948 y se encuentra compuesto por dos adobes históricos cerca de la parroquia Misión San Juan Capistrano. También se destaca por ser muy frecuentado, además de haber sido el lugar favorito del expresidente de los Estados Unidos, Richard Nixon, quien vivía en las cercanías de San Clemente.
Se le considera uno de los lugares más emblemáticos y representativos del condado de Orange. Además, está declarado un hito histórico de California.

## Historia
El adobe que comprende la parte norte del restaurante fue construido como vivienda de Miguel Yorba en 1797. La parte sur, desde 1812, fue el Juzgado (tribunal y cárceles), y también sirvió en diferentes momentos como oficina de correos, tienda, y depósito escénico. La celda de la cárcel del Juzgado ahora sirve como bodega de vinos del restaurante y se rumorea que alberga un fantasma. Además, ha habido informes de un fraile sin cabeza frente al restaurante.
En 1910, Harry y Georgia Mott Vander Leck compraron las dos propiedades, las combinaron y agregaron alas a ambos edificios, para usarlos como su hogar y tienda. En 1946, Clarence Brown compró la propiedad y estableció el restaurante El Adobe, abriéndolo el 8 de julio de 1948 para la boda y recepción del Primer Comandante de la Base del Cuerpo de Marines Camp Pendleton, General Fegan. El restaurante fue comprado por Fred Harvey Company en 1955. En 1957, el restaurante sufrió un incendio y gran parte de la cocina y el techo quedaron destruidos. Afortunadamente, las partes afectadas fueron restauradas y se hicieron mejoras.
Mientras estuvo en el cargo, el expresidente Richard Nixon, cuya casa cercana en San Clemente era conocida como la Casa Blanca Occidental, visitó el restaurante muchas veces.